# Guillermo de Montreuil
Guillermo de Montreuil (apodado el Buen Normando) fue un mercenario normando del siglo XI en el sur de Italia y en España.

## Biografía
Guillermo de Montreuil, que nació en el ducado de Normandía (tal vez en Montreuil-el Argillé), era hijo de Guillermo fitz Giroie. La casa de Giroie, originaría del sur de ese ducado, que a su vez provenía de la nobleza bretona que se había unido al poder ducal de Ricardo II de Normandía.
Su abuelo fue Giroie de Échauffour (quien dio nombre a la familia) que se casó con Gisla, hija de Thurstan de Bastembourg, un noble normando de linaje escandinavo. y con la que tuvo numerosos hijos, uno de ellos el padre de Guillermo de Montreuil, conocido a través de los escritos de Guillermo de Jumièges como «Guillermo, del linaje Giroya". De la unión de este último con Emma, hija de Vauquelin de Tannée, nació Guillermo en torno al año 1020.
Hacia el año 1050, el padre de Guillermo, junto a su familia, abandonó el ducado de Normandía, instalándose en el sur de Italia, donde vivían numerosos compatriotas normandos, y donde murió en la ciudad de Gaeta.
Guillermo de Montreuil, cuando ya vivía en Italia, aprendió el uso de las armas y se casó con una hija del conde normando de Aversa y príncipe de Capua Ricardo I de Capua. Con este matrimonio, Guillermo se unió a dos de las familias normandas más influyentes de la Italia meridional, los Quarrel-Drengot y los Casa de Altavilla, puesto que la mujer de Ricardo Drengot es Frédésende, una de las hijas de Tancrède de Hauteville, padre de Roberto Guiscardo, el más famoso de los normandos de Italia. Con esta unión, recibió los condados de los Marses (en Campania) y de Aquino (Lacio), antes de ser nombrado por su padre, duque de Gaeta en 1064. Al poco tiempo, tal vez por oportunismo, repudió a su mujer y se casó con una noble lombarda de la ciudad de Capua, Maria, hija del príncipe Pandolfo IV de Capua; por lo que su padre le retiró el ducado de Gaeta.
Guillermo de Montreuil se trasladó a Roma, donde se puso al servicio del papa Alejandro II, llegando a ser nombrado confaloniero, y dirigiendo la caballería pontificia.
Como jefe del contingente papal, Guillermo de Montreuil viajó hasta la península ibérica para combatir a los musulmanes, en la conocida como cruzada de Barbastro, que tuvo lugar en 1064, en apoyo del rey Sancho Ramírez de Aragón. En la Reconquista aragonesa, Barbastro se había convertido en un punto estratégico situado entre las tierras montañosas del norte del Reino de Aragón y el valle del Ebro todavía por conquistar, por lo que su toma era fundamental para acometer cualquier ofensiva sobre Zaragoza. La ciudad fue sitiada pronto por los cruzados, que habían venido mayoritariamente desde la Francia actual, movidos tanto por el deber religioso proclamado por el Papa, como atraídos por un afán de botín. Cuando un accidente en relación con el acopio de agua obligó a los defensores de la ciudad a rendirse, la ciudad fue tomada por los cruzados, momento en que las huestes cristianas iniciaron su saqueo. El territorio que rodeaba la ciudad fue devastado y los mercenarios obtuvieron un importante botín. Se dijo que durante el sitio murieron más de 50 000 musulmanes, aunque se estima que esta cifra fue tal vez exagerada. Mientras tanto, los cruzados, dedicados al pillaje, no supieron aprovechar la ventaja estratégica que les supuso la conquista de Barbastro, y al poco tiempo, la ciudad dejada en manos de una escasa guarnición, fue retomada por los musulmanes. Guillermo de Montreuil obtuvo un "botín" de 500 mujeres jóvenes y riquezas en forma de enseres, ropa y joyas, y, de regreso a Roma, la consideración de "héroe".
Poco tiempo antes su muerte, Guillermo de Montreuil concedió dos iglesias a la abadía del Montecassino en septiembre de 1068. Murió en Roma a una fecha desconocida, según Amatus de Montecassino, de una fuerte fiebre.